# Reanimacja
Reanimacja (z łac. reanimatio  – przywrócenie życia) – zespół czynności ratowniczych stosowanych u chorych, u których nastąpiło nagłe zatrzymanie krążenia. Celem reanimacji jest przywrócenie  krążenia, oddychania (resuscytacja krążeniowo-oddechowa) oraz czynności ośrodkowego układu nerwowego. 
W skład reanimacji wchodzą:
- Resuscytacja krążeniowo-oddechowa
  - BLS – (ang. basic life support) - podstawowe zabiegi resuscytacyjne
  - ALS – (ang. advanced life support) - zaawansowane zabiegi resuscytacyjne
- Przywrócenie czynności OUN

## Resuscytacja krążeniowo-oddechowa

### Algorytm BLS
Podczas podejrzenia nagłego zatrzymania krążenia należy natychmiast postępować zgodnie z algorytmem BLS bez względu na doświadczenie:
1. Oceń stan świadomości
  1. Delikatnie potrząśnij i głośno zapytaj czy wszystko jest w porządku
2. Jeżeli nie reaguje głośno wołaj o pomoc
3. Udrożnij drogi oddechowe
  1. Odwróć poszkodowanego na plecy.
  2. Umieść jedną rękę na czole poszkodowanego i delikatnie odegnij jego głowę,
  3. Opuszki palców drugiej ręki umieść na żuchwie poszkodowanego, a następnie unieś ją w celu udrożnienia dróg oddechowych.
4. Oceń czy oddycha (wykorzystaj zmysł słuchu, dotyku i wzroku)
  1. W przypadku jakichkolwiek wątpliwości dotyczących prawidłowego oddechu działaj tak, jakby był nieprawidłowy.
5. Wezwij pomoc (999 lub 112)
6. Rozpocznij resuscytację 30:2
  1. Połóż ręce na środku klatki piersiowej
  2. Wykonaj 30 uciśnięć klatki piersiowej: Uciskaj mocno na głębokość 5–6 cm i z częstością 100–120/min
  3. Przyłóż szczelnie usta wokół ust poszkodowanego i wykonaj 2 oddechy
  4. Kontynuuj resuscytację
7. Jeżeli w pobliżu znajduje się automatyczny defibrylator zewnętrzny AED włącz go i rozpocznij defibrylację zgodnie z poleceniami głosowymi urządzenia
8. Jeżeli poszkodowany zaczyna reagować: porusza się, otwiera oczy, oddycha prawidłowo, przerwij resuscytację

### Algorytm ALS
1. Poszkodowany nie reaguje? Brak oddechu? Pojedyncze westchnienia?
2. Resuscytacja krążeniowo-oddechowa 30:2
3. Podłącz defibrylator/monitor, minimalizuj przerwy
4. Oceń rytm
5. Defibrylacja jeżeli:
  1. Migotanie komór (VF)
  2. Częstoskurcz komorowy bez tętna (pulseless VT)
6. Natychmiast podejmij RKO przez 2 minuty; minimalizuj przerwy
7. Oceń rytm i kontynuuj ALS

#### Pozostałe postępowanie podczas ALS
1. Należy zaplanować działanie, zanim przerwie się RKO
2. Należy podawać tlen
3. Nie należy przerywać uciskania klatki piersiowej po zabezpieczeniu dróg oddechowych
4. Dostęp donaczyniowy (dożylny, doszpikowy)
5. Adrenalina co 3–5 min w dawce 1 mg

## Przywrócenie czynności OUN
Zaraz po przywróceniu krążenia dochodzi do przejściowego przekrwienia mózgu. Aby ośrodkowy układ nerwowy funkcjonował prawidłowo, uwzględniając stan pacjenta, opcjonalnie wykonuje się czynności mające na celu utrzymanie prawidłowego krążenia mózgowego:
- Utrzymanie prawidłowego dla pacjenta ciśnienia tętniczego
- Sztuczna wentylacja
- Terapeutyczna hipotermia
- Sedacja
- Kontrola drgawek
- Kontrola poziomu glukozy